# Bengt Olander
Bengt Bernhard Olander, född 3 mars 1950 i Göteborgs Gamlestads församling, är en svensk företagsledare, som var VD för Butterick's 1976–2017, och musiker.
Olander diplomerades från Handelshögskolan i Stockholm (DHS) 1978. Han var koncernchef för Festspecialisten Butterick's AB och Butterick’s AB Wilhelm Aagesen från 1976, Butterick’s Gross AB från 1982 samt Automatiska Pack System 1983–1991. Han slutade som VD 2017.
Under artistnamnet Ben Olander är han också verksam som musiker. Han har gjort ett antal skivinspelningar och har haft sju låtar på Svensktoppen. Vidare håller han historiska föreläsningar med musikaliska inslag i Halmstad i samarbete med sin hustru.
Han är son till företrädaren som ledare för Buttericks Folke Olander och Margot Aagesen samt dotterson till Wilhelm Aagesen som etablerade flera Buttericks-butiker i Sverige under 1900-talet.